# Щуролов (фільм, 1972)
Щуролов (англ. The Pied Piper) — британо-американський фільм 1972 року.

## Сюжет
Літо 1349 року. Чума досягає північної Німеччини. Менестрелі йдуть в Гамелін на весілля дочки мера і сина Барона. Він збирає великі податки зі своїх людей, щоб побудувати собор, і ця справа, як він вважає, врятує його душу. Місцевий аптекар-єврей шукає ліки від чуми, а священики звинувачують його в чаклунстві. Один з менестрелів обіцяє позбавити місто від щурів за винагороду.

## У ролях
| Актор           | Роль                |
| --------------- | ------------------- |
| Джек Вайлд      | Гевін               |
| Дональд Плезенс | Барон               |
| Джон Гарт       | Франц               |
| Донован         | щуролов             |
| Майкл Гордерн   | Меліус, алхімік     |
| Рой Кіннер      | бургомістр Попендік |
| Пітер Вон       | єпископ             |
| Діана Дорс      | фрау Попендік       |
| Кетрін Гаррісон | Ліза                |
| Кіт Баклі       | Маттіо              |
| Пітер Айр       | паломник            |
| Джон Велш       | канцлер             |